# Australian Securities and Investments Commission
 (juillet 2019).
L'Australian Securities and Investments Commission (ASIC) est l'organisme officiel du gouvernement australien qui gère la réglementation des sociétés. Son rôle est de protéger les consommateurs australiens, les investisseurs ainsi que les créanciers en faisant respecter et en réglementant le droit des sociétés et des services financiers. L'ASIC a été créée le 1er juillet 1998 sur des recommandations provenant de l'enquête Wallis. L'autorité et la portée de cet organisme est établie par l'Australian Securities and Investments Commission Act de 2001